# Аль-Хумаза
Аль-Хумаза (араб. الهمزة — Хулитель) — сто четвертая сура Корана. Сура мекканская.  Состоит из 9 аятов.

## Содержание
Сура содержит предупреждение и угрозу тем, кто привык настойчиво порочить людей, накопил огромное состояние и, подсчитывая его, хвастается им. В ней содержится угроза, что они будут ввергнуты в огонь.

Горе всякому хулителю и обидчику, ۝ который копит состояние и пересчитывает его, ۝ думая, что богатство увековечит его. ۝ Но нет! Его непременно ввергнут в Огонь сокрушающий. ۝ Откуда ты мог знать, что такое Огонь сокрушающий? ۝ Это - разожжённый Огонь Аллаха, ۝ который вздымается над сердцами. ۝ Воистину, он сомкнётся над ними ۝ высокими столбами (мученики будут прикованы к этим столбам или врата Ада будут заперты и закреплены этими столбами). —  104:1—9 (Кулиев)